# Gieczynek
Gieczynek (niem. Hansfelde) – wieś w Polsce położona w województwie wielkopolskim, w powiecie czarnkowsko-trzcianeckim, w gminie Wieleń.
W latach 1975–1998 miejscowość administracyjnie należała do województwa pilskiego. We wsi znajduje się kościół pw. Podwyższenia Krzyża Świętego.
Przez Gieczynek przechodzi  niebieski szlak rowerowy „Szlak Sapiehów” z Krzyża Wielkopolskiego do Brzegów.